# Chiliphileurus tuberculatus
Chiliphileurus tuberculatus är en skalbaggsart som beskrevs av S. Endrödi 1977. Chiliphileurus tuberculatus ingår i släktet Chiliphileurus och familjen Dynastidae. Inga underarter finns listade i Catalogue of Life.